# Carlos Alvarado Quesada
Carlos Alvarado Quesada (* 14. ledna 1980, San José, Kostarika) je kostarický politik, spisovatel a 48. prezident Kostariky.

## Biografie
Má bakalářský titul v oboru komunikace a magisterský titul v politické vědě na univerzitě v hlavním městě San José, stejně jako magisterský titul ve vývojových studiích na univerzitě v Sussexu.
V letech 2006–2010 působil jako poradce strany Citizen Action Party v Legislativním shromáždění Kostariky. Byl konzultantem Institutu rozvojových studií ve Velké Británii. Byl také ředitelem komunikací prezidentské kampaně Luise Guillermo Solíse, profesorem Fakulty věd Kolektivní komunikace na Univerzitě v Kostarice a Žurnalistické školy Latinské univerzity v Kostarice. Během prezidentování Solíse, působil jako ministr pro lidský rozvoj a sociální začlenění a výkonný předseda Společného institutu sociálního zabezpečení, který byl pověřen bojem proti chudobě a poskytnutím státní podpory obyvatelstvu s nedostatkem zdrojů. Po odstoupení z funkce ministryně Mory Moralesové byl Alvarado jmenován ministrem práce.
Dne 1. dubna 2018 získal Alvarado v druhém kole prezidentských voleb 61% hlasů, a tak porazil Fabricia Alvarada Muñoze, který vyhrál první kolo. Manželství stejného pohlaví bylo v kampani hlavním tématem poté, co usnesení Mezinárodního amerického soudu pro lidská práva vyžadovalo, aby Kostarika uznala takové svazky. Alvadaro Muñoz bojoval proti manželství stejného pohlaví, zatímco Alvarado Quesada argumentoval, že respektuje rozhodnutí soudu.
Znovu kandidovat již nemůže, takže v úřadu skončí 8. května 2022.